# Cầu Gdański

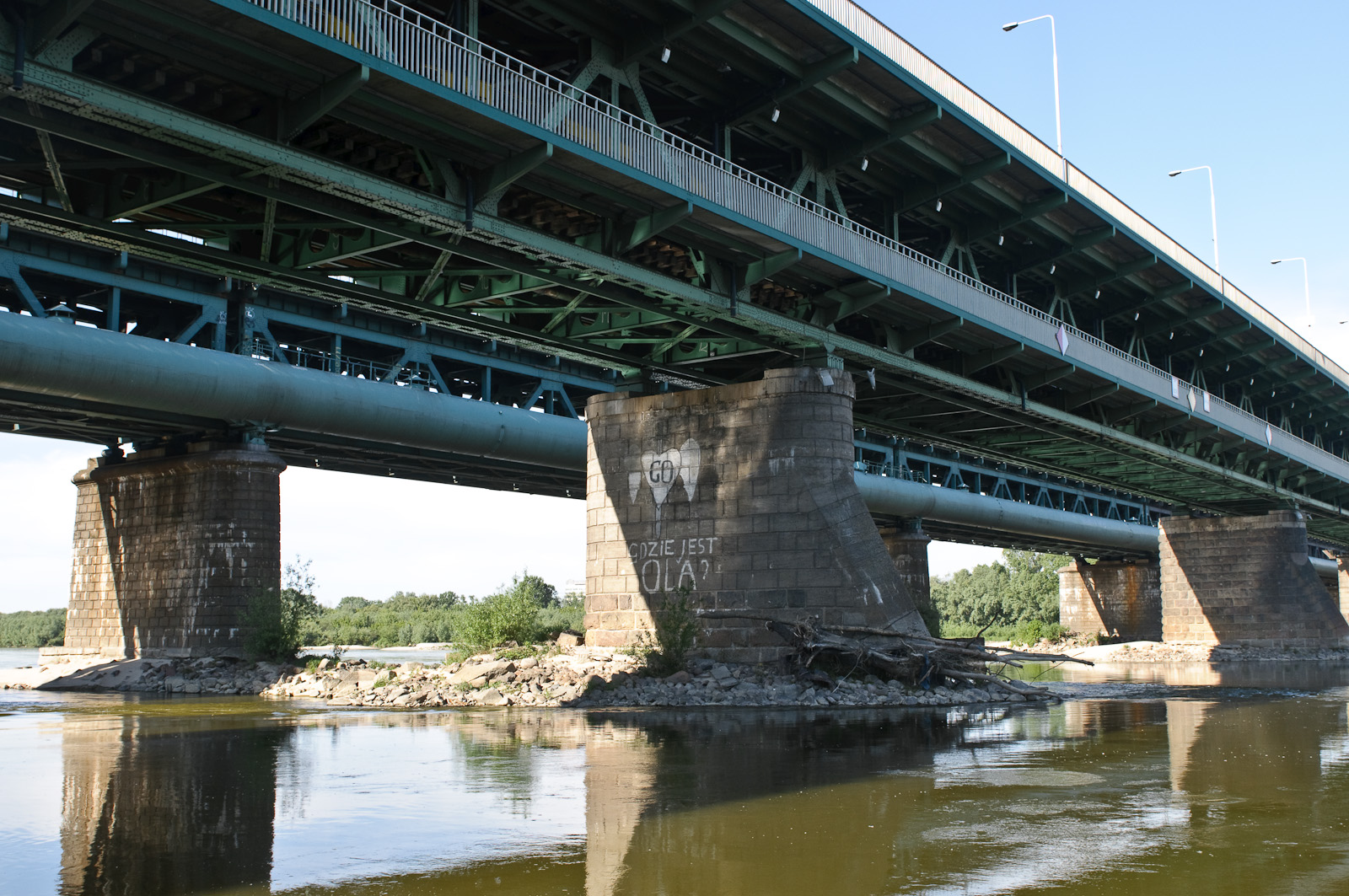
Các trụ cột lịch sử của Cầu Thành cổ là nền tảng cho Cầu Gdański

Cầu Gdański (tiếng Ba Lan: Most Gdański) là một cây cầu thép có sáu nhịp, với 406,5 m chiều dài và 17 m chiều rộng, bắc ngang qua sông Vistula ở Warsaw, Ba Lan.
Cây cầu bắt đầu mở cửa vào ngày 31 tháng 7 năm 1959, sau ba năm xây dựng. Cây cầu có hai độ cao. Phần trên phục vụ vận chuyển đường bộ với bốn làn đường và vỉa hè. Phần dưới phục vụ giao thông cho phương tiện xe điện với hai đường ray, và cũng có vỉa hè và làn đường dành cho xe đạp.
Cây cầu được xây dựng trên nền móng của Cầu đường sắt Citadel đã bị phá hủy trong Thế chiến II.
Năm 1997-1998, cây cầu đã được xây dựng lại. Nó được sơn lại màu xanh lá cây, và phần dưới được cung cấp hệ thống bóng đèn màu để chiếu sáng vào ban đêm.